# Daniël Kolf
Daniël Kolf (Paramaribo, 1997) is een Surinaams-Nederlands acteur. Hij speelde in diverse films en series, waaronder De libi, Bad Influencer en Lieve Mama.

## Levensloop
Kolf werd geboren in Paramaribo en groeide op in Suriname waar hij vanaf jonge leeftijd de jeugdtheaterschool deed. In 2015 verhuisde hij naar Nederland om zich te ontwikkelen op de toneelschool in Arnhem en Amsterdam.
Kolf maakte in mei 2016 zijn acteerdebuut in de theatervoorstelling City lost me in Ostadetheater Amsterdam. In september 2018 maakte hij zijn debuut als televisieacteur in de AVROTROS-serie De slet van 6vwo als het personage Wesley. In de jaren die volgde speelde hij mee in meerdere series, waaronder in Mocro Maffia en Koeriers.
In juni 2019 maakte Kolf zijn debuut op het grote scherm, in de bioscoopfilm De libi, waarin hij de hoofdrol van Gregg vertolkte. Datzelfde jaar was hij tevens te zien in de korte film Hitte, naast Famke Louise. Hierna speelde hij mee in diverse korte films, waaronder in Dirty Talks en Wall #4. In 2021 speelde hij een van de hoofdrollen in de Videoland-serie Follow de SOA en in de Netflix-film Forever Rich.

## Theater
- 2016: City lost me
- 2018-2019: Melanine ten strengste verboden
- 2020-2021: Quake
- 2020-2022: De gliphoeve
- 2022-2023: Bloedbruiloft
- 2023: Dhlomo[5]

## Filmografie

### Film
- 2019: De libi, als Gregg
- 2019: Hitte, als ijsverkoper
- 2020: Dirty Talks
- 2021: I Don't Wanna Dance, als Roy
- 2021: Wall #4, als Daniël
- 2021: Forever Rich, als Tony
- 2022: Final Memento
- 2024: Horizon 11, als Zen
- 2025: Straatcoaches vs Aliens, als Mitchell
- 2025: Bad Boa's, als Juan

### Televisie
- 2018: De slet van 6vwo, als Wesley
- 2018: Mocro Maffia, als Stanley
- 2019: De toekomst is fantastisch, als Ilias
- 2019: Bad Influencer, als Ramon
- 2020: Lieve Mama, als Daryl
- 2020-2021: Edelfigurant, als Ishan
- 2020-2024: Nieuw Zeer, als verschillende rollen
- 2021: Follow de SOA, als Lennart
- 2021: Koeriers, als Winston
- 2022: Van der Valk, als Quinten Arkas
- 2022: Seef Spees, als Roy
- 2022: Hideous Henk, als Rimpel Sjoerd
- 2022-2024: Moedermaffia, als Wayne
- 2022: Pottenkijkers, als Davey
- 2025: Welkom in de jaren 70 en 80, als verschillende personages